# 1763 au théâtre
| Années du théâtre : 1760 - 1761 - 1762 - 1763 - 1764 - 1765 - 1766    |
| Décennies du théâtre : 1730 - 1740 - 1750 - 1760 - 1770 - 1780 - 1790 |

## Événements
- 6 avril : le Théâtre du Palais-Royal à Paris est détruit par un incendie ; reconstruit, il rouvre en 1770.
- 14 mai : inauguration du Teatro Comunale de Bologne en Italie, construit par l'architecte et scénographe Antonio Galli da Bibiena, avec la représentation de Il trionfo di Clelia de Christoph Willibald Gluck.
- Jean-Baptiste Nicolet fait édifier à Paris sur le Boulevard du Temple un théâtre qu'il baptise Spectacle des Grands Danseurs.
- L'almanach théâtral Les Spectacles de Paris prend le titre Les Spectacles de Paris, ou Calendrier historique & chronologique des théâtres, qu'il gardera jusqu'en 1790.

## Pièces de théâtre représentées
- 19 janvier : Elvira (en), tragédie de David Mallet, théâtre royal de Drury Lane, Londres, avec David Garrick et Thomas Sheridan dans les rôles principaux.
- 5 février : The Discovery (en), comédie de Frances Sheridan, théâtre royal de Drury Lane, Londres, avec David Garrick et Thomas Sheridan dans les rôles principaux.
- 17 mai : première version de L'Éventail de Carlo Goldoni, Théâtre italien, Paris, sans grand succès ; cette version en français est perdue.
- Dupuis et Des Ronais, comédie sérieuse de Charles Collé, Théâtre-Français, Paris.

## Naissances
- 15 janvier : François-Joseph Talma, acteur français, sociétaire de la Comédie-Française, mort le 18 octobre 1826.
- 24 janvier : Jean-Nicolas Bouilly, librettiste et dramaturge français, mort le 23 janvier 1842.
- 7 avril : Jean-Marie Souriguère de Saint-Marc, auteur dramatique français, mort le 24 mars 1837.

## Décès
- 12 février : Marivaux, dramaturge et romancier français, né le 4 février 1688.
- 15 novembre : Pierre Sarrazin, acteur français, sociétaire de la Comédie-Française, né le 18 juin 1689.